# Rhogeessa parvula
Rhogeessa parvula — вид родини лиликових.

## Середовище проживання
Поширення: Мексика. Проживає в лісах на висотах від рівня моря до 1500 метрів. Комахоїдний. Потрапляє в пастки поблизу річок, озер чи інших джерел прісної води.

## Морфологія
Повна довжина 7—8 сантиметрів, передпліччя близько 3 сантиметрів в довжину і вага всього від 3 до 8 грамів. Хутро, як правило, жовтувате, з окремими волосками бежевого або каштанового кольору, при основі волосся коричневе. 

## Загрози та охорона
Немає відомих загроз для цього виду. Зустрічається в кількох природоохоронних територіях.